# Jean Allemand
Pour les articles homonymes, voir Allemand (homonymie).
Jean Allemand est un peintre, sculpteur, et designer français né à Toulon le 21 juillet 1948. Il est connu comme cofondateur du groupe Space.

## Biographie
Jean Allemand s'installe à Paris en 1967. Après des études de mathématiques et après avoir travaillé pour IBM, il s'intéresse à la représentation de l'espace. Le premier pas de l'homme sur la lune le conforte dans sa recherche. Il participe à divers salons à partir de 1970 et c'est au salon « Grands et Jeunes d'aujourd'hui » de 1972 qu'il fait la rencontre de Maxime Defert et Michel Guéranger qui partagent la même recherche de représentation de l'espace que lui. À la fin de l'année 1974, il cofonde Space avec Deferre et Guéranger dont le style est alors qualifié d'abstraction géométrique fantastique. À l'époque il travaille avec un aérographe, ce qui est nouveau en art. Son objectif est d'effacer la touche du pinceau pour donner à ses créations un aspect plus photographique et plus géométrique,. Il confie à l'époque que l'espace qu'il cherche à représenter est davantage un espace intérieur et que ses peintures sont méditatives.
À partir de 1984, son intérêt pour la tridimensionnalité l'amène à concevoir du mobilier puis des intérieurs à partir de 1988. On compte parmi sa production de mobilier la table et les chaises du journal télévisé de 13h sur TF1 pour Yves Mourousi.

## Œuvres dans les collections publiques
Ces œuvres se situent au Centre national des arts plastiques :
- Voyage, Salon d'Automne de 1972, Acrylique sur toile, FNAC 31433,
- Blanc et bleu, Salon grands et jeunes d'aujourd'hui de 1975, sérigraphie en couleurs sur papier, FNAC 32160,
- Blanc et bleu n° 2, Salon grands et jeunes d'aujourd'hui de 1975, sérigraphie en couleurs sur papier, FNAC 32161,
- Réintégration rouge, Salon grands et jeunes d'aujourd'hui de 1975, sérigraphie, FNAC 32159,
- Sans nom, Salon grands et jeunes d'aujourd'hui de 1975, sérigraphie, FNAC 32162,
- Émergence, Salon grands et jeunes d'aujourd'hui de 1976, Acrylique sur toile, FNAC 32376.